# Eublemma polygramma
Eublemma polygramma is een vlinder van de familie van de spinneruilen (Erebidae). De wetenschappelijke naam van deze soort werd voor het eerst voorgesteld als Anthophila polygramma door Philogène-Auguste-Joseph Duponchel in een publicatie uit 1842.

## Verspreiding
De soort komt voor in Marokko, Algerije, Portugal, Spanje, Andorra, Zuid-Frankrijk, Zuid-Zwitserland, Zuid-Oostenrijk, Italië, Slovenië, Polen, Oekraïne, Zuid-Europees Rusland, Servië, Roemenië, Albanië, Noord-Macedonië, Bulgarije, Griekenland (vasteland, Kreta), Turkije, Armenië, Cyprus, Libanon, Israël, Jordanië, Irak, Iran en Kirgizië.

## Biologie
De vlinder vliegt van maart tot juni en op het eind van de zomer in twee generaties. Het habitat bestaat uit steppeachtige en halfdroge gebieden. 